# Elixier (Musical)
Elixier ist ein deutschsprachiges Musical. Die Musik komponierte Tobias Künzel, Mitglied der Band Die Prinzen, die Texte schrieb die Autorin Kati Naumann, Künzels Ehefrau. Die Uraufführung fand am 27. Februar 1998 an der Musikalischen Komödie in Leipzig statt.

## Handlung
Die Chemiestudenten David und Hagen tüfteln im Jahre 1978 in der DDR-Industriestadt Bitterfeld an einer Substanz, die die Jugend ewig erhalten soll. David scheint hierfür eine Formel gefunden zu haben, schreckt aber zunächst davor zurück, die Mixtur zu testen. Dann verliebt er sich in die Tänzerin Betti. Beide wünschen sich, diesen Zustand immer andauern zu lassen, und trinken das Elixier. Doch kurz darauf trennen sie sich und verlieren sich aus den Augen.
Zwanzig Jahre später hat sich in der Stadt viel verändert, inzwischen ist Hagen Chef eines Chemie-Unternehmens und David ist einer seiner Angestellten. Da erscheint plötzlich eine jugendfrische Betti, und David versinkt in nostalgischen Erinnerungen an seine verlorene Liebe. Auch Hagen hat Betti bemerkt und bei ihm erwacht der Geschäftssinn: er will Betti als lebenden Beweis für die Wirksamkeit des Elixiers vermarkten.

## Hintergrund
Bei den Aufführungen des Musicals an der Musikalischen Komödie in Leipzig erfolgte die Inszenierung durch Horst Königstein. Die Hauptdarsteller waren bei dieser Produktion Tobias Künzel als Hagen, Sandra Baschin als Betti und Dirk Darmstaedter als David.
Nach vierzig ausverkauften Vorstellungen 1998 in Leipzig kam das Musical 2008 an der Komödie Dresden zur Aufführung.
Von beiden Aufführungen in Leipzig und Dresden sind CD-Veröffentlichungen erhältlich.